# Avenula blaui
Avenula blaui es la única especie del género monotípico Avenula de plantas herbáceas perteneciente a la familia de las poáceas.
Está considerado un sinónimo del género Helictotrichon

## Taxonomía
Avenula blaui fue descrito por (Asch. & Janka) W.Sauer & H.Chmelitschek y publicado en Mitteilungen der Botanischen Staatssammlung München 12: 582. 1976.
Sinonimia
- Avena blaui Asch. & Janka
- Helictotrichon blaui (Asch. & Janka) C.E. Hubb.	[3]